# Ulee Lhat
Ulee Lhat is een bestuurslaag in het regentschap Aceh Besar van de provincie Atjeh, Indonesië. Ulee Lhat telt 474 inwoners (volkstelling 2010).